# Hvitfeldtsplatsen

Hvitfeldtsplatsen är en plats i stadsdelen Inom Vallgraven i centrala Göteborg. Platsen är cirka 170 meter lång, och sträcker sig från Kaserntorget till rondellen vid Rosenlundsbron där Rosenlundsplatsen och Sahlgrensgatan ansluter. Platsen uppmättes till 1 720 kvadratmeter år 1900, och till 4 611 kvadratmeter år 1915.
Platsen fick sitt namn 1883 till minne av Margareta Hvitfeldt, och efter sitt läge vid Högre latinläroverket som uppkom genom en donation av Margareta Hvitfeldt redan 1664. 

## Bilder

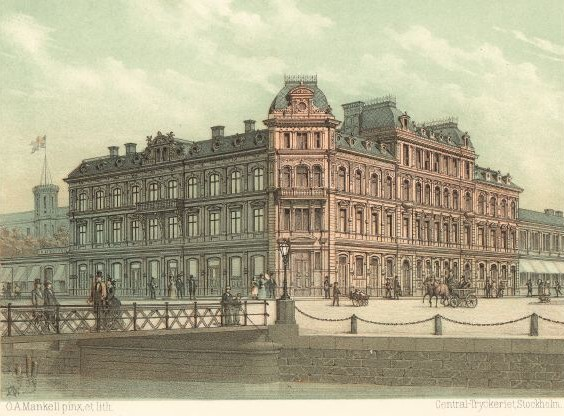
Stenhus i hörnet Rosenlundsplatsen-Hvitfeldtsplatsen, uppfört 1882 och rivet i mitten på 1970-talet för att lämna plats åt Televerkets sexvåningshus utan gård.
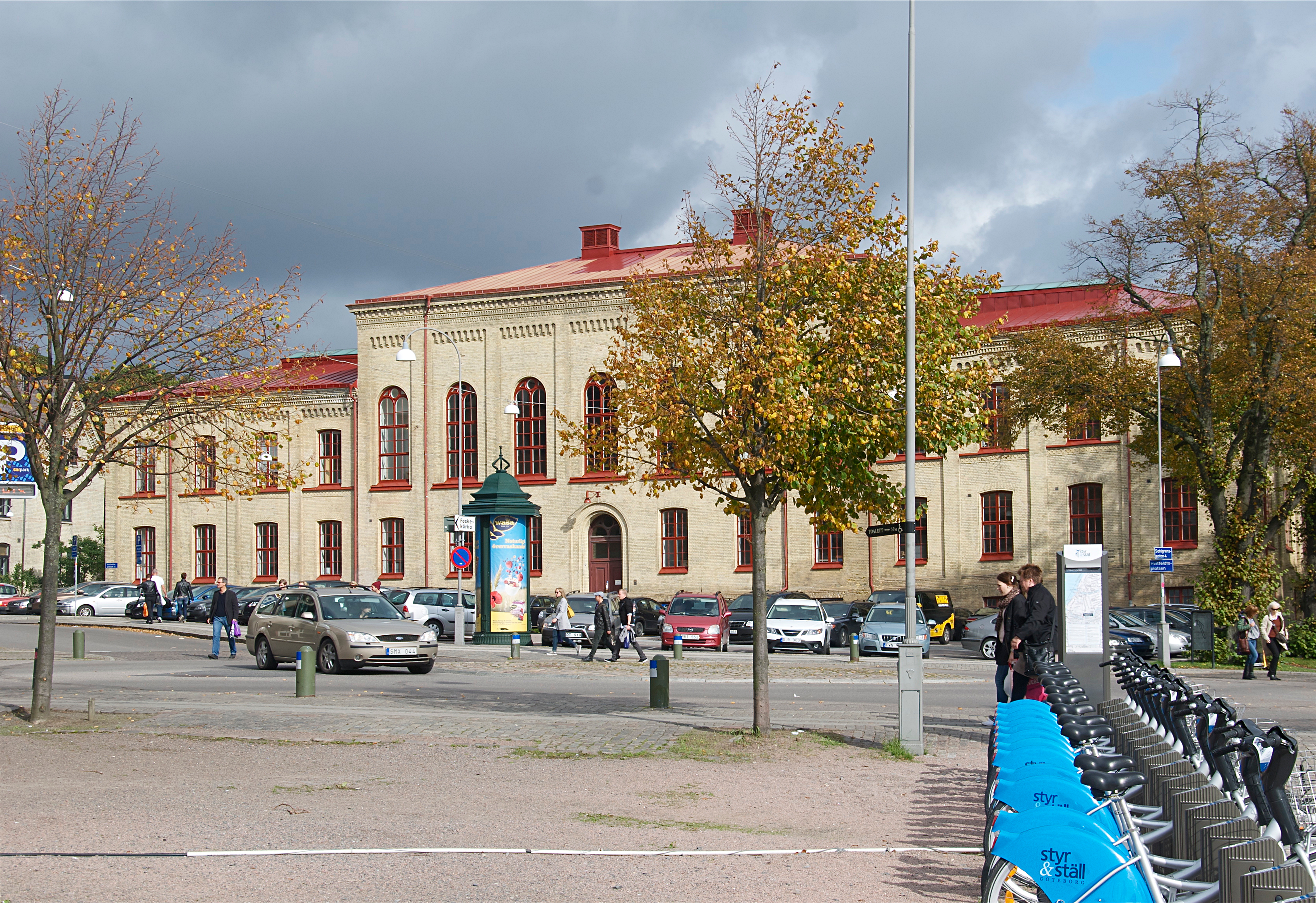
Hvitfeldtsplatsen sett från söder med före detta Högre latinläroverket i bakgrunden.
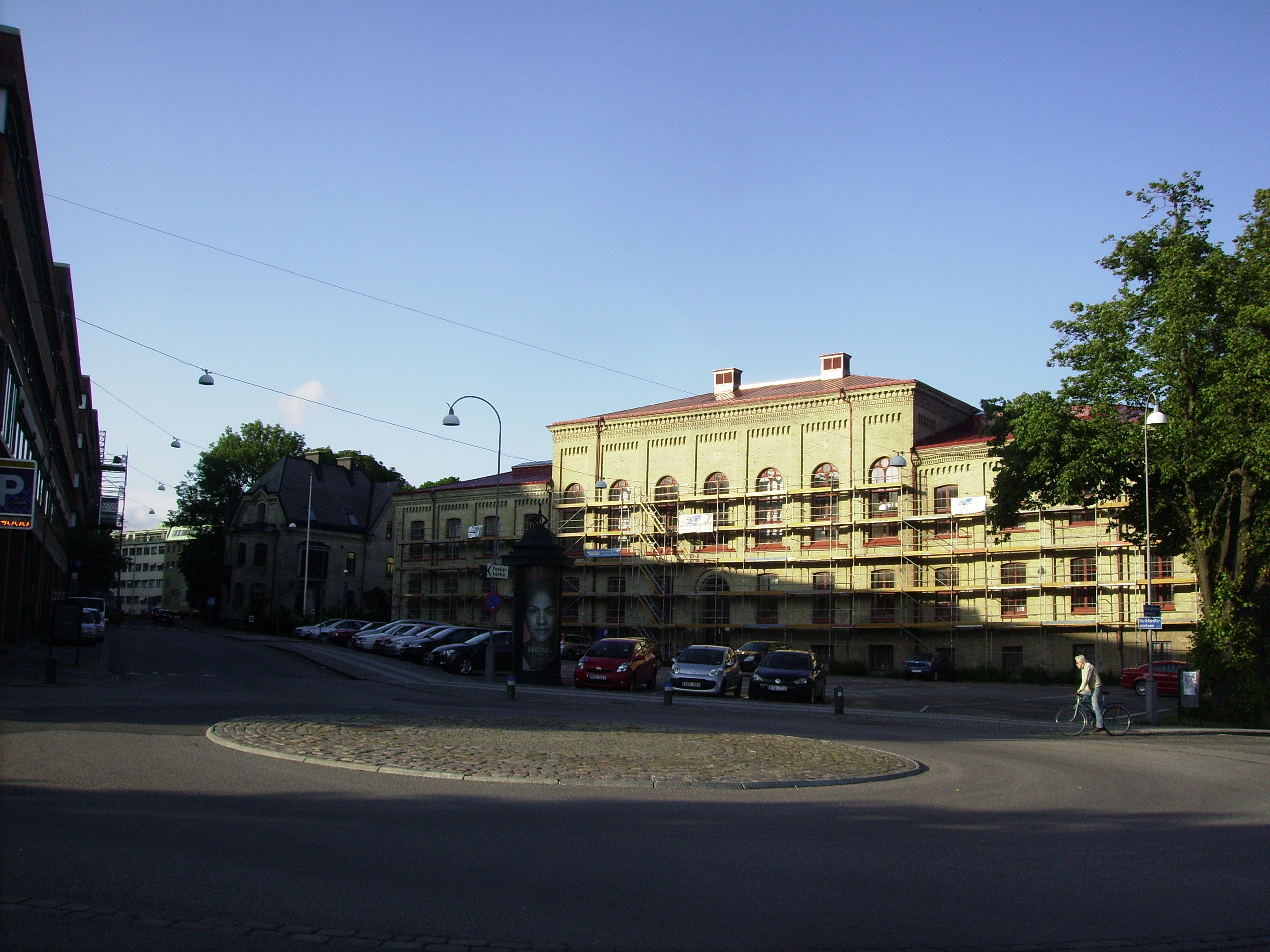
Rondell vid Hvitfeldtsplatsen. Här sammanstrålar Hvitfeldtsplatsen med Sahlgrensgatan, Rosenlundsbron och Rosenlundsplatsen.